# Port Fitzroy
Port Fitzroy ist ein Naturhafen an der Westküste von Great Barrier Island im Norden von Neuseeland.

## Geographie
Der Port Fitzroy besitzt eine Flächenausdehnung von rund 11 km² und befindet sich zwischen Great Barrier Island und [[Kaikoura Island|Kaikoura Island]]. Bis auf den Westen wird das Gewässer von Norden bis Südwesten von der Landmasse von Great Barrier Island umschlossen und Kaikoura Island grenzt lediglich auf eine Länge von rund 3 km westlich an.
Der rund 4,8 km lange und bis zu 1,5 km breite Naturhafen besitzt zwei Zugänge, im Norden über Port Abercrombie und im Südwesten über die Man of War Passage. An der Ostseite des Ports ziehen sich die bis zu 1,8 km langen Buchten Wairahi Bay, Kiwiriki Bay, Kaiarara Bay und Rarchara Bay, die auch Ungunu Bay genannt wird, ins Innere der Insel von Great Barrier Island hinein. Die maximale Tiefe des Gewässers beträgt 30 m.